# Molino dei Torti
Molino dei Torti é uma comuna italiana da região do Piemonte, província de Alexandria, com cerca de 737 habitantes. Estende-se por uma área de 2 km², tendo uma densidade populacional de 369 hab/km². Faz fronteira com Alzano Scrivia, Casei Gerola (PV), Castelnuovo Scrivia, Guazzora, Isola Sant'Antonio.

## Demografia
| Variação demográfica do município entre 1861 e 2011                               |
|                                                                                   |
| Fonte: Istituto Nazionale di Statistica (ISTAT) - Elaboração gráfica da Wikipedia |